# Vuurtoren van Berry Head
De vuurtoren van Berry Head (Berry Head Lighthouse) staat op Berry Head, een door kalkrotsen gevormde klip die bijna loodrecht uit het water oprijst. De vuurtoren bevindt zich in de nabijheid van Brixham, een plaats in het zuiden van het Engelse graafschap Devon. De installatie signaleert de baai van Torbay en maakt deel uit van een reeks bakens langs de Engelse zuidkust.
De toren, die ook wel bekend staat als de kleinste, hoogste en diepste van de Britse eilanden, wordt vanop afstand beheerd door het Planning Centre van Trinity House in Harwich in het Engelse Essex. Trinity House is verantwoordelijk voor de navigatiemiddelen in Engeland, Wales, Gibraltar en de Kanaaleilanden.

## Kenmerken en uitrusting

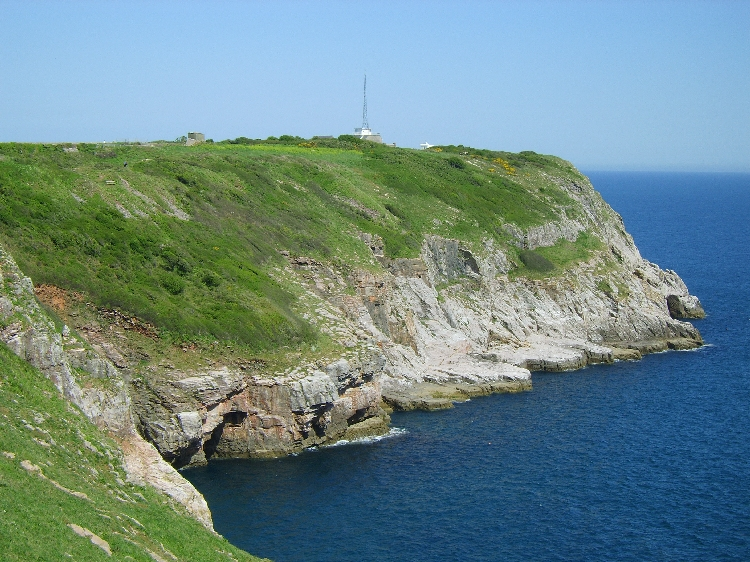
Omdat het lichthuis op een hoge krijtrots staat bevindt het licht zich 58 m boven de zeespiegel.

De witgeschilderde lichtinstallatie heeft geen toren en bestaat enkel uit een lichthuis dat verbonden is met een dienstgebouw. De installatie staat op een omheind domein waarop zich nog een tweede gebouw bevindt. De 5 m hoge lantaarn staat op een 58 tot 60 m hoge krijtrots en is daardoor, ondanks zijn geringe afmetingen, voldoende zichtbaar. De lage opstelling van het lichthuis zorgt er ook voor dat mist de reikwijdte van het licht niet te zeer kan verminderen. Hiermee is Berry Head de kleinste vuurtoren in het Verenigd Koninkrijk. Omdat het licht zich 58 meter boven de zeespiegel bevindt kan de toren ook tot de hoogste gerekend worden.
In het lichthuis werd een roterend catadioptrisch lenzensysteem van de derde orde geïnstalleerd met een brandpuntsafstand van 500 mm. Dit optisch systeem bestaat uit acht lenspanelen en genereert om de 15 seconden twee witte flitsen met een sterkte van 4.200 candela. Bij normale weersomstandigheden is het licht zichtbaar tot op een afstand van 19 zeemijl (ongeveer 35 km). Op het dak van het dienstgebouw werd een noodlicht geïnstalleerd dat de functie van het hoofdlicht overneemt bij een defect.

## Geschiedenis
De toren werd opgetrokken in 1906 onder leiding van Thomas Matthews. Het licht werd vanaf 1921 opgewekt door acetyleengas dat ter plaatse door een automatische installatie werd aangemaakt.
De vuurtoren was nooit permanent bemand. Voor de automatisatie werd hij tweemaal per dag bezocht door een toezichter die onderhoudstaken uitvoerde en het licht van brandstof voorzag. De toezichter was ook verantwoordelijk voor het aansteken en het doven van het licht en het openen en sluiten van de gordijnen die de lens beschermden tegen zonnestraling.
De toren wordt ook nog beschouwd als de diepste omdat de draaiende lens oorspronkelijk werd aangedreven door een gewicht dat in een 45 meter diepe ondergrondse schacht kon zakken. Na de aansluiting van de installatie op het lichtnet in 1994 werd de toren gemoderniseerd en gebeurde de rotatie van de lens door een kleine elektromotor.

## Natuurgebied
De vuurtoren ligt in een gebied dat werd aangeduid als Area of Outstanding Natural Beauty (streek met buitengewone natuurlijke schoonheid). Hiermee verkreeg de omgeving een speciale status waarbij zij omwille van haar landschappelijke waarde in haar oorspronkelijke staat moet bewaard blijven.